# 3602 Lazzaro
3602 Lazzaro è un asteroide della fascia principale. Scoperto nel 1981, presenta un'orbita caratterizzata da un semiasse maggiore pari a 2,2659528 UA e da un'eccentricità di 0,1334155, inclinata di 5,58127° rispetto all'eclittica.
L'asteroide è dedicato all'astronoma brasiliana Daniela Lazzaro, esperta di dinamica dei satelliti planetari presso l'Osservatorio nazionale di Rio de Janeiro.